# Список глав Перу
Президент Республики Перу (исп. Presidente de la República del Perú), официально конституционный президент Республики (исп. Presidenta Constitucional de la República), неофициально президент Перу (исп. Presidente del Perú) или президент Республики (исп. Presidente de la República) — глава государства в Перу, высший государственный пост страны. По конституции президент определяет внутреннюю и внешнюю политику государства, а также является главнокомандующим Вооружённых и полицейских сил. Наименование должности главы государства в Перу многократно менялось, но обычно всех глав республиканского Перу принято называть условным термином «президент». В соответствии с конституцией президент выбирается всеобщим тайным голосованием сроком на 5 лет, без права последовательного переизбрания. Инаугурация президента проходит каждый раз 28 июля, которое является национальным праздником и выходным днём.
В колониальный период с 20 ноября 1542 года, когда король Испании Карлос I своей грамотой учредил Вице-королевство Перу (исп. El Virreinato del Perú), территориальную единицу, входившую в состав испанской колониальной империи, оно управлялось вице-королём, являвшимся личным представителем короля в вице-королевстве: его «alter ego». Он отвечал за отправление правосудия, управление государственной казной, обеспечение распространения католицизма и евангелизации индейцев, защиту побережий от нападений корсаров и пиратов, а также обеспечение внутренней безопасности. За время существования вице-королевства Перу им управляли сорок наместников в ранге вице-короля. Другим важнейшим государственным органом вице-королевства являлась Королевская аудиенсия Лимы (исп. Real Audiencia de Lima), изначально имевшая статус апелляционного суда, однако в системе управления колоний ставшая в большей степени законодательным органом с элементами представительства населения. Старшие ойдоры аудиенсии (исп. Oidor decano Real Audiencia de Lima) многократно становились временными губернаторами вице-королевства (исп. Gobernador interino del Virreinato del Perú) в периоды отсутствия вице-короля. Высшей инстанцией как над аудиенсиями, так и над вице-королевствами, оставался Королевский и верховный совет Индий (исп. Real y Supremo Consejo de Indias).
Особенностью исполнительной власти в Перу (среди стран Латинской Америки с президентской формой правления) является наличие отдельного поста руководителя правительства — Председателя Совета министров Перу (правильнее: Президент Совета министров Перу, исп. Presidente del Consejo de Ministros del Perú), возглавляющего Совет министров и председательствующего в нём. Этот пост появился в соответствии с политической конституцией 1856 года (однако первое назначение на него было совершено только 14 февраля 1857 года). Поскольку правительства Перу формируются президентами страны, существовали правительства, в которых отдельный пост их главы отсутствовал либо оставался вакантен в течение краткого периода между отставкой одного председателя Совета министров и назначением нового лица на этот пост.

## Характеристика списка президентов Перу
В списке отражены лица, осуществлявшие высшую исполнительную власть в Республике Перу, начиная с высадки 8 сентября 1820 года армии освободительной экспедиции в Перу на побережье у города Писко под командованием Хосе Франсиско де Сан-Мартин-и-Маторраса, 3 августа 1821 года принявшего на себя полномочия протектора Перу. Включены также лица, формировавшие параллельные органы власти, при наличии конституционных или признанных иначе органов власти (например, ведущие с ними вооружённую борьбу и контролирующие значительную часть территории или столицу), а также лица, временно исполнявшие полномочия главы исполнительной власти (при одновременном сохранении постоянных полномочий основного, как правило конституционного лица, в связи с его отъездом из столицы или наличием иных препятствий для выполнения президентских функций).
В случае, когда президент получил повторные полномочия последовательно за первоначальными, раздельно отражается каждый срок полномочий (например, три последовательных срока полномочий Альберто Кэнъи Фухимори в 1990—2000 годы). Также, для отражения сложности истории страны, показан различный характер полномочий глав государства (например, единый срок нахождения во главе государства полковника Оскара Раймундо Бенавидеса Ларреи в 1914—1915 годы разделён на периоды, когда он, первоначально, являлся президентом правительственной хунты (исп. Presidente de la Junta de Gobierno) и, затем, был избран конгрессом временным президентом республики (исп. Presidente provisorio de la República) на период до проведения президентских выборов).
До победы на выборах 1872 года первого в истории Перу гражданского лица Мануэля Пардо-и-Лавалье все главы государства Перу являлись представителями Вооружённых сил, что не определяло характера их участия в политической жизни, в связи с чем они указаны как независимые политики. В последующие периоды военный статус лица отражается, если оно находилось в период полномочий на действительной военной службе и не было избрано на президентский пост в качестве представителя политической партии.
В столбце «Выборы» отражены состоявшиеся выборные процедуры. В случае, если глава государства получил полномочия без таковых, столбец не заполняется. Использованная в первом столбце нумерация является условной и применена исключительно к лицам, получившим полномочия президента (конституционного, временного, переходного) в конституционном порядке. Также условным является использование в первом столбце цветовой заливки, служащей для упрощения восприятия принадлежности лиц к различным политическим силам без необходимости обращения к столбцу, отражающему партийную принадлежность (в таблицах после 1872 года).
Для удобства список разделён на принятые в перуанской историографии периоды истории страны. Приведённые в преамбулах к каждому из разделов описания этих периодов призваны пояснить особенности политической жизни страны.

## Основание Перуанской республики (1820—1836)

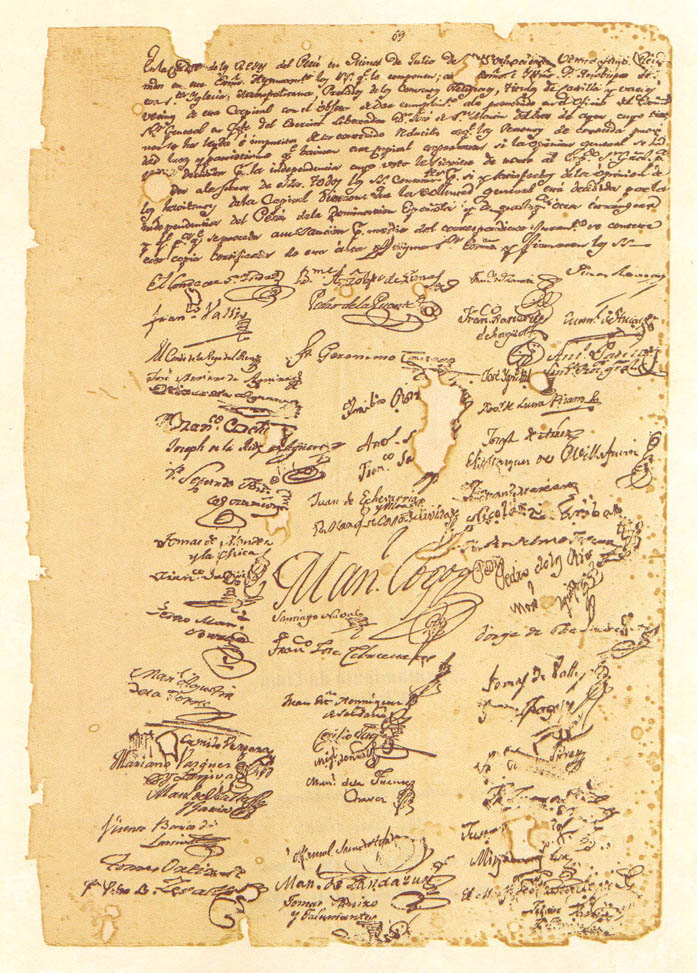
Декларация независимости Перу

8 сентября 1820 года армия освободительной экспедиции в Перу под командованием Хосе де Сан-Мартина высадилась на побережье у города Писко. После занятия Лимы Сан-Мартин предложил его жителям дать клятву делу независимости. 15 июля 1821 года муниципальный совет Лимы принял декларацию о независимости, написанную Мануэлем Пересом де Туделой, публичное оглашение которой состоялось 28 июля 1821 года на главной городской площади.
3 августа 1821 года Сан-Мартин своим указом принял на себя политическое и военное командование в освобождённых департаментах, с титулом протектора, на период до начала работы созванного им 27 декабря 1821 года конституционного конгресса. 20 сентября 1822 года, перед первым заседанием конгресса, Сан-Мартин объявил о сложении с себя полномочий протектора. Во время поездки Сан-Мартина в Гуаякиль на встречу с Симоном Боливаром его замещал назначенный им верховный делегат Хосе Бернардо де Талье-и-Портокарреро.
22 сентября 1822 года конституционный конгресс из своего состава сформировал Верховную правительственную хунту под председательством Хосе де ла Мара. 17 декабря 1822 года хунта обнародовала разработанные депутатской комиссией «Основы конституционной политики» (исп. Bases de la Constitución Política), которые впервые определили независимую перуанскую нацию как Перуанскую республику (исп. República Peruana).
28 февраля 1823 года конституционный конгресс удовлетворил требование восставших высокопоставленных военных и избрал вместо распущенной за день до того правительственной хунты первым президентом Перуанской республики Хосе де ла Рива Агуэро. 16 июня 1823 года президент и конгресс были вынуждены перенести работу в Кальяо (в крепость короля Филиппа). 19 июня 1823 года Лима была занята силами роялистов, а 23 июня 1823 года конгресс отрешил от должности президента и передал верховную и военную власть прибывшему из Великой Колумбии Антонио Хосе де Сукре, одновременно назначив и гражданского управляющего правительством. 17 июля 1823 года по предложению де Сукре конгресс передал управление и верховное командование Хосе де Талье, а 16 августа 1823 года избрал его вторым президентом республики.
1 сентября 1823 года в Перу прибыл Симон Боливар, признавший правительство Талье и полномочия конституционного конгресса, который, в свою очередь, наделил его 10 сентября 1823 года чрезвычайными полномочиями в деле достижения полной независимости страны, вплоть до верховенства над президентом и конгрессом. Несмотря на обнародование 12 ноября 1823 года Талье принятой конгрессом политической конституции, большинство её статей не вступили в силу, чтобы не препятствовать деятельности Боливара (её действие было восстановлено 11 июня 1827 года). 17 февраля 1824 года конгресс прекратил сохранявшиеся номинально полномочия президента Талье и объявил Боливара сначала диктатором, а 10 февраля 1825 года (после победы в битве при Аякучо и подписания 9 декабря 1824 года испанской капитуляции) — Освободителем (исп. Libertador). Ввиду отъезда Боливара в Колумбию с 3 сентября 1826 года его полномочия фактически исполнял президент правительственного совета Андрес де Санта-Крус, что не мешало Боливару осуществлять политический контроль своими указами. 30 ноября 1826 года коллегией выборщиков была принята политическая конституция, установившая для Боливара пост пожизненного президента (исп. Presidente vitalicio). Однако уже 27 января 1827 года её действие было прекращено, Боливар окончательно лишён своих полномочий, а Санта-Крус возглавил правительственную хунту.
6 июня 1827 года начал работать Всеобщий конституционный конгресс, который 9 июня 1827 года избрал президентом Хосе де ла Мара и вице-президентом Мануэля Саласара (возглавлявшего исполнительную власть при отсутствии ла Мара). 18 апреля 1828 года конгресс обнародовал новую конституцию, установившую парламентскую республику. 6 июня 1829 года ла Мар был свергнут Антонио Гутьерресом де ла Фуэнте, который 1 сентября 1829 года передал власть временному президенту Агустину Гамарре, став вице-президентом. На выборах они получили конституционный статус. Президент Гамарра, участвуя в боевых действиях, на длительные сроки передавал исполнительную власть различным чиновникам — вице-президенту, префекту Лимы, руководителям конгресса. По истечении 20 декабря 1833 года срока его полномочий он уступил власть президенту созванного им 12 сентября 1833 года национального конвента, избравшего на следующий день временным президентом Луиса де Орбегосо, который также временно передавал власть другим чиновникам, участвуя в вооружённой борьбе сначала с Педро Бермудесом (проигравшим ему на выборах и восставшим), затем с Филипе Салаверри (разбившим Бермудеса, но занявшим Лиму и провозгласившим себя правителем и верховным законодателем республики). С помощью войск президента Боливии Санта-Круса Орбегосо вернул власть, но согласился на создание Конфедерации Перу и Боливии, в которой возглавил Северное Перу.
- Лица, формировавшие параллельные органы власти, при наличии конституционных или признанных иначе органов власти (например, ведущие с ними вооружённую борьбу и контролирующие значительную часть территории или столицу), показаны в первом столбце таблицы цветом «хаки».
- Даты начала и окончания временного исполнения полномочий главы исполнительной власти (при одновременном сохранении постоянных полномочий основного, как правило конституционного лица), показаны курсивом.

|          | Портрет         | Имя (годы жизни) | Полномочия       | Полномочия                                                                | Выборы | Должность                                                                                       | Пр.           |
| Начало   | Портрет         | Имя (годы жизни) | Окончание        |                                                                           | Выборы | Должность                                                                                       | Пр.           |
| -------- | --------------- | --- | ---------------- | ------------------------------------------------------------------------- | --- | ----------------------------------------------------------------------------------------------- | ------------- |
| —        |                 | Хосе Франсиско де Сан-Мартин-и-Маторрас (1778—1850) исп. José Francisco de San Martín y Matorras | 8 сентября 1820  | 3 августа 1821                                                            | | капитан-генерал и командующий армией исп. Capitán general y jefe del ejército                   | [ 32 ] [ 33 ] |
| —        | 3 августа 1821  | Хосе Франсиско де Сан-Мартин-и-Маторрас (1778—1850) исп. José Francisco de San Martín y Matorras | 20 сентября 1822 | протектор Перу исп. Protector del Perú                                    | |                                                                                                 | [ 32 ] [ 33 ] |
| и. о.    |                 | Хосе Бернардо де Талье-и-Портокарреро, 4-й маркиз Торро Талье (1779—1825) исп. José Bernardo de Tagle y Portocarrero, cuarto Marquis de Torre Tagle                                                            | 19 января 1822   | 21 августа 1822                                                           | верховный делегат исп. Supremo Delegado                                                                                                   | [ 10 ]                                                                                          |               |
| —        |                 | Франсиско Хавьер де Луна Писарро-и-Пачеко Араус (1780—1855) исп. Francisco Javier de Luna Pizarro y Pacheco Araus                                                                                              | 20 сентября 1822 | 22 сентября 1822                                                          | президент Конституционного конгресса Перу исп. Presidente del Congreso Constituyente del Perú                                             | [ 34 ]                                                                                          |               |
| —        |                 | Хосе Доминго де ла Мерсед де ла Мар-и-Кортасар (1778—1830) исп. José Domingo de la Merced de La Mar y Cortázar                                                                                                 | 22 сентября 1822 | 27 февраля 1823                                                           | президент Верховной правительственной хунты Перу исп. Presidente de la Suprema Junta Gubernativa del Perú                                 | [ 22 ]                                                                                          |               |
| —        |                 | Мануэль Хосе Саласар-и-Бакихано (1777—1850) исп. Manuel José de Salazar y Baquíjano | 22 сентября 1822 | 27 февраля 1823                                                           | член Верховной правительственной хунты Перу исп. Miembro de la Suprema Junta Gubernativa del Perú                                         | [ 35 ]                                                                                          |               |
| —        |                 | Фелипе Антонио Альварадо Толедо-и-Приментель (?—?) исп. Felipe Antonio Alvarado Toledo y Pimentel | 22 сентября 1822 | 27 февраля 1823                                                           | член Верховной правительственной хунты Перу исп. Miembro de la Suprema Junta Gubernativa del Perú                                         | [ 36 ]                                                                                          |               |
| —        |                 | Хосе Бернардо де Талье-и-Портокарреро, 4-й маркиз Торро Талье (1779—1825) исп. José Bernardo de Tagle y Portocarrero, cuarto Marquis de Torre Tagle                                                            | 27 февраля 1823  | 28 февраля 1823                                                           | временный правитель исп. Jefe Interino | [ 10 ]                                                                                          |               |
| 1        |                 | Хосе Мариано де ла Крус де ла Рива Агуэро-и-Санчес Бокете (1783—1853) исп. José Mariano de la Cruz de la Riva Agüero y Sánchez Boquete                                                                         | 28 февраля 1823  | 23 июня 1823                                                              | президент республики исп. Presidente de la República                                                                                      | [ 12 ] [ 13 ]                                                                                   |               |
| —        |                 | Антонио Хосе Франсиско де Сукре-и-Алькала (1795—1830) исп. Antonio José Francisco de Sucre y Alcalá | 23 июня 1823     | 17 июля 1823                                                              | верховный военный правитель исп. Jefe Supremo Militar                                                                                     | [ 14 ]                                                                                          |               |
| —        |                 | Франсиско де Паула Вальдивьесо-и-Прада (1773—1828) исп. Francisco de Paula Valdivieso y Prada | 23 июня 1823     | 17 июля 1823                                                              | временный управляющий правительством исп. Encargado interino del Gobierno                                                                 | [ 15 ] [ 37 ]                                                                                   |               |
| —        |                 | Хосе Бернардо де Талье-и-Портокарреро, 4-й маркиз Торро Талье (1779—1825) исп. José Bernardo de Tagle y Portocarrero, cuarto Marquis de Torre Tagle                                                            | 17 июля 1823     | 16 августа 1823                                                           | ответственный за верховное управление исп. Encargado del Mando Supremo                                                                    | [ 10 ]                                                                                          |               |
| 2        | 16 августа 1823 | Хосе Бернардо де Талье-и-Портокарреро, 4-й маркиз Торро Талье (1779—1825) исп. José Bernardo de Tagle y Portocarrero, cuarto Marquis de Torre Tagle                                                            | 17 февраля 1824  | президент республики исп. Presidente de la República                      | | [ 10 ]                                                                                          |               |
| —        |                 | Симон Хосе Антонио де ла Сантисима Тринидад Боливар де ла Консепсьон-и-Понте Паласиос-и-Бланко (1783—1830) исп. Simón José Antonio de la Santísima Trinidad Bolívar de la Concepción y Ponte Palacios y Blanco | 18 февраля 1824  | 10 февраля 1825                                                           | диктатор исп. Dictador | [ 18 ] [ 19 ]                                                                                   |               |
| —        | 10 февраля 1825 | Симон Хосе Антонио де ла Сантисима Тринидад Боливар де ла Консепсьон-и-Понте Паласиос-и-Бланко (1783—1830) исп. Simón José Antonio de la Santísima Trinidad Bolívar de la Concepción y Ponte Palacios y Blanco | 30 ноября 1826   | Освободитель исп. Libertador                                              | | [ 18 ] [ 19 ]                                                                                   |               |
| 3        | 30 ноября 1826  | Симон Хосе Антонио де ла Сантисима Тринидад Боливар де ла Консепсьон-и-Понте Паласиос-и-Бланко (1783—1830) исп. Simón José Antonio de la Santísima Trinidad Bolívar de la Concepción y Ponte Palacios y Blanco | 28 января 1827   | пожизненный президент исп. Presidente vitalicio                           | | [ 18 ] [ 19 ]                                                                                   |               |
| и. о.    |                 | Андрес де Санта-Крус-и-Калаумана (1792—1865) исп. Andrés de Santa Cruz y Calahumana | 28 января 1827   | 3 сентября 1826                                                           | президент правительственного совета исп. Presidente del Consejo de Gobierno                                                               | [ 20 ]                                                                                          |               |
| —        | 28 января 1827  | Андрес де Санта-Крус-и-Калаумана (1792—1865) исп. Andrés de Santa Cruz y Calahumana | 9 июня 1827      | президент правительственной хунты исп. Presidente de la Junta de Gobierno | | [ 20 ]                                                                                          |               |
| и. о.    |                 | Мануэль Хосе де Саласар-и-Бакихано (1777—1850) исп. Manuel José de Salazar y Baquíjano | 9 июня 1827      | 22 августа 1827                                                           | 1827 | вице-президент исп. Vicepresidente de la República                                              | [ 35 ]        |
| 4        |                 | Хосе Доминго де ла Мерсед де ла Мар-и-Кортасар (1778—1830) исп. José Domingo de la Merced de La Mar y Cortázar                                                                                                 | 9 июня 1827      | 6 июня 1829                                                               | 1827 | президент республики исп. Presidente de la República                                            | [ 22 ]        |
| и. о.    |                 | Мануэль Хосе де Саласар-и-Бакихано (1777—1850) исп. Manuel José de Salazar y Baquíjano | 20 мая 1828      | 6 июня 1829                                                               | 1827 | вице-президент исп. Vicepresidente de la República                                              | [ 35 ]        |
| —        |                 | Антонио Гутьеррес де ла Фуэнте (1796—1878) исп. Antonio Gutiérrez de la Fuente | 6 июня 1829      | 1 сентября 1829                                                           | | временный верховный правитель исп. Jefe Supremo provisorio                                      | [ 25 ]        |
| 5 (I—II) |                 | Агустин Гамарра-и-Мессия (1785—1841) исп. Agustín Gamarra y Messia | 1 сентября 1829  | 22 декабря 1829                                                           | 1829 | временный президент исп. Presidente provisorio                                                  | [ 23 ] [ 24 ] |
| 5 (I—II) | 22 декабря 1829 | Агустин Гамарра-и-Мессия (1785—1841) исп. Agustín Gamarra y Messia | 20 декабря 1833  | президент республики исп. Presidente de la República                      | 1829 |                                                                                                 | [ 23 ] [ 24 ] |
| и. о.    |                 | Антонио Гутьеррес де ла Фуэнте (1796—1878) исп. Antonio Gutiérrez de la Fuente | 21 сентября 1829 | 25 ноября 1829                                                            | 1829 | вице-президент исп. Vicepresidente de la República                                              | [ 25 ]        |
| и. о.    | 5 сентября 1830 | Антонио Гутьеррес де ла Фуэнте (1796—1878) исп. Antonio Gutiérrez de la Fuente | 16 апреля 1831   |                                                                           | 1829 | вице-президент исп. Vicepresidente de la República                                              | [ 25 ]        |
| и. о.    |                 | Хуан Баутиста Элеспуру-и-Монтес де Ока (1787—1839) исп. Juan Bautista Eléspuru y Montes de Oca | 16 апреля 1831   | 18 апреля 1831                                                            | | префект Лимы исп. Prefecto de Lima                                                              | [ 38 ]        |
| и. о.    |                 | Хосеф Андрес Корсино де лос Реес-и-Буитрон (1780—1856) исп. Josef Andrés Corsino de los Reyes y Buitrón | 18 апреля 1831   | 7 июня 1831                                                               | президент Сената и Конгресса исп. Presidentes del Senado y del Congreso                                                                   | [ 39 ]                                                                                          |               |
| и. о.    | 29 июня 1831    | Хосеф Андрес Корсино де лос Реес-и-Буитрон (1780—1856) исп. Josef Andrés Corsino de los Reyes y Buitrón | 14 декабря 1831  |                                                                           | президент Сената и Конгресса исп. Presidentes del Senado y del Congreso                                                                   | [ 39 ]                                                                                          |               |
| и. о.    |                 | Мануэль Тельериа Викунья (1789—1839) исп. Manuel Tellería Vicuña | 27 сентября 1832 | 31 октября 1832                                                           | президент Сената и Конгресса исп. Presidentes del Senado y del Congreso                                                                   | [ 40 ]                                                                                          |               |
| и. о.    |                 | Хосе Браульо дель Кампорредондо Сиснерос (1783—1837) исп. José Braulio de Camporredondo Cisneros | 30 июля 1833     | 22 ноября 1833                                                            | вице-президент Сената и Конгресса исп. Presidentes del Senado y del Congreso                                                              | [ 41 ]                                                                                          |               |
| —        |                 | Франсиско Хавьер де Луна Писарро-и-Пачеко Араус (1780—1855) исп. Francisco Javier de Luna Pizarro y Pacheco Araus                                                                                              | 20 декабря 1833  | 21 декабря 1833                                                           | президент Национального конвента Перу исп. Presidente del Convención Nacional del Perú                                                    | [ 34 ]                                                                                          |               |
| 6        |                 | Луис Хосе де лас Мерседес де Орбегосо-и-Монкада Галиндо (1795—1847) исп. Luis José de las Mercedes de Orbegoso y Moncada Galindo                                                                               | 21 декабря 1833  | 11 августа 1836                                                           | 1833 | временный президент исп. Presidente provisorio                                                  | [ 27 ] [ 31 ] |
| —        |                 | Педро Пабло Бермудес Аскарса (1793—1852) исп. Pedro Pablo Bermúdez Ascarza | 4 января 1834    | 28 апреля 1834                                                            | | временный верховный правитель (само-провозглашён) исп. Jefe Supremo provisorio (autoproclamado) | [ 28 ]        |
| и. о.    |                 | Мануэль Хосе де Саласар-и-Бакихано (1777—1850) исп. Manuel José de Salazar y Baquíjano | 30 марта 1834    | 6 мая 1834                                                                | верховный делегат исп. Supremo Delegado                                                                                                   | [ 35 ]                                                                                          |               |
| и. о.    | 9 ноября 1834   | Мануэль Хосе де Саласар-и-Бакихано (1777—1850) исп. Manuel José de Salazar y Baquíjano | 23 февраля 1835  |                                                                           | верховный делегат исп. Supremo Delegado                                                                                                   | [ 35 ]                                                                                          |               |
| —        |                 | Фелипе Сантьяго де Салаверри-и-дель-Солар (1806—1836) исп. Felipe Santiago de Salaverry y del Solar | 23 февраля 1835  | 7 февраля 1836                                                            | правитель и верховный законодатель республики (само-провозглашён) исп. Jefe y Legislador Supremo de la República (autoproclamado)         | [ 29 ] [ 30 ]                                                                                   |               |
| и. о.    |                 | Хуан Ангель Буханда Унсулуарте (1792—1836) исп. Juan Ángel Bujanda Unsuluarte | 6 апреля 1835    | 17 мая 1835                                                               | ответственный за правительство в Лиме по экстраординарному разрешению исп. Encargado del gobierno en Lima por autorización extraordinaria | [ 42 ]                                                                                          |               |
| и. о.    |                 | Хуан Хосе Салас Берналес (1792—1847) исп. Juan José Salas Bernales | 28 сентября 1835 | 14 октября 1835                                                           | вице-президент правительственного совета исп. Vicepresidente del Consejo de Gobierno                                                      | [ 43 ]                                                                                          |               |
| и. о.    |                 | Хуан Баутиста де Лаваль-и-Сугасти (1782—1851) исп. Juan Bautista de Lavalle y Zugasti | 14 октября 1835  | 27 декабря 1835                                                           | президент правительственного совета исп. Presidente del Consejo de Gobierno                                                               | [ 44 ]                                                                                          |               |
| и. о.    |                 | Хуан Франсиско де Видаль Ла Ос (1800—1863) исп. Juan Francisco de Vidal La Hoz | 30 декабря 1835  | 9 января 1836                                                             | президент правительственного совета исп. Presidente del Consejo de Gobierno                                                               | [ 45 ]                                                                                          |               |

## Период Конфедерации Перу и Боливии (1836—1839)

Штаты Конфедерации:
Северное Перу
Южное Перу
Боливия

Конфедерация Перу и Боливии (исп. Confederación Perú-Boliviana) являлась недолговечным государственным образованием, созданным в условиях длительной гражданской войны в Перу (восстания 1834 года Педро Бермудеса против временного президента Луиса де Орбегосо, позже войны 1835—1836 годов узурпировавшего власть Филипе Салаверри с войсками президента Боливии Андреса де Санта-Круса).
Инициатор создания конфедерации А. де Санта-Крус был избран её верховным протектором (защитником) на конгрессах в Сикуани (Государство Южное Перу), Уаура (Государство Северное Перу) и Тапакари (Боливия), на которых он был избран также и верховным протектором каждого из вошедших в конфедерацию государств.
Создание конфедерации встретило сопротивление как внутри Перу, так и привело к войнам с соседними Чили и Аргентиной. После поражения А. де Санта-Круса 20 января 1839 года в сражении при Юнгае и его бегства в Эквадор конфедерация была распущена, отдельные органы управления Юга и Севера замещены органами единого Перу.

### Южное Перу
Государство Южное Перу (исп. Estado Sud-Peruano, или Республика Южное Перу, исп. República Sud-Peruana) было создано в южной части Перу после вмешательства во внутриперуанский гражданский конфликт президента Боливии Андреса де Санта-Круса. 17 марта 1836 года на проходившей с 16 по 22 марта Ассамблее Сикуани, представленной депутатами от департаментов Арекипа, Аякучо, Куско и Пуно, было провозглашено создание государства и принята его конституция. Полнота государственной власти была предоставлена маршалу Санта-Крусу, провозглашённому верховным протектором (защитником) государства. Ему же были даны полномочия по включению Южного Перу в конфедерацию с Северным Перу и Боливией.
С 17 марта 1836 года по 19 марта 1836 года отсутствующего Санта-Круса замещал президент ассамблеи Николас Фернандес Пьерола-и-Флорес.
При верховенстве власти протектора организация государственной жизни была возложена на назначенного позже временного президента государства Южного Перу (исп. Presidente del Estado Sud-Peruano en la Confederación Peruano-Boliviana). Фактически прекратило своё существование 23 февраля 1839 года с прекращением полномочий временного президента Хуана Пио де Тристан-и-Москосо.
|        | Портрет | Имя (годы жизни)                                                                                                  | Полномочия       | Полномочия      | Должность                                                                                     | Пр.    |
| Начало | Портрет | Имя (годы жизни)                                                                                                  | Окончание        |                 | Должность                                                                                     | Пр.    |
| ------ | ------- | --- | ---------------- | --------------- | --------------------------------------------------------------------------------------------- | ------ |
| —      |         | Андрес де Санта-Крус-и-Калаумана (1792—1865) исп. Andrés de Santa Cruz y Calahumana                               | 17 марта 1836    | 25 августа 1838 | верховный протектор исп. Supremo Protector                                                    | [ 20 ] |
| и. о.  |         | Николас Фернандес де Пьерола-и-Флорес дель Кампо (1788—1857) исп. Nicolás Fernández de Piérola y Flores del Campo | 17 марта 1836    | 19 марта 1836   | президент Ассамблеи исп. Presidente de la Asamblea                                            | [ 47 ] |
| Ю1     |         | Рамон Эррера-и-Родадо (1799—1882) исп. Ramón Herrera y Rodado                                                     | 17 сентября 1837 | 12 октября 1838 | временный президент Государства Южного Перу исп. Presidente Provisorio del Estado Sud-Peruano | [ 48 ] |
| Ю2     |         | Хуан Пио де Тристан-и-Москосо (1773—1859) исп. Juan Pío de Tristán y Moscoso                                      | 12 октября 1838  | 23 февраля 1839 | временный президент Государства Южного Перу исп. Presidente Provisorio del Estado Sud-Peruano | [ 49 ] |

### Северное Перу
Государство Северное Перу (исп. Estado Nor-Peruano, или Республика Северного Перу, исп. República del Norte del Perú) было создано в северной части Перу после вмешательства во внутриперуанский гражданский конфликт президента Боливии Андреса де Санта-Круса. 6 августа 1836 года на проходившей с 3 по 11 августа Ассамблее Уаура, представленной депутатами от департаментов Амасонас, Хунин, Ла-Либертад и Лима, было провозглашено создание государства и принята его конституция. Полнота государственной власти была предоставлена маршалу Санта-Крусу, провозглашённому верховным протектором (защитником) государства. Ему же были даны полномочия по включению Южного Перу в конфедерацию с Северным Перу и Боливией.
С 11 августа 1836 года по 16 августа 1836 года отсутствующего Санта-Круса замещал президент ассамблеи Луис Хосе де Орбегосо-и-Монкада Галиндо.
При верховенстве власти протектора организация государственной жизни была возложена на назначенного позже временного президента государства Северного Перу (исп. Presidente del Estado Nor-Peruano en la Confederación Peruano-Boliviana). Фактически прекратило своё существование 23 февраля 1839 года с прекращением полномочий временного президента Хосе де ла Рива Агуэро.
|        | Портрет         | Имя (годы жизни) | Полномочия      | Полномочия                                                                                       | Должность                                          | Пр.           |
| Начало | Портрет         | Имя (годы жизни) | Окончание       |                                                                                                  | Должность                                          | Пр.           |
| ------ | --------------- | --- | --------------- | ------------------------------------------------------------------------------------------------ | -------------------------------------------------- | ------------- |
| —      |                 | Андрес де Санта-Крус-и-Калаумана (1792—1865) исп. Andrés de Santa Cruz y Calahumana                                                    | 11 августа 1836 | 20 февраля 1839                                                                                  | верховный протектор исп. Supremo Protector         | [ 20 ]        |
| и. о.  |                 | Луис Хосе де лас Мерседес де Орбегосо-и-Монкада Галиндо (1795—1847) исп. Luis José de las Mercedes de Orbegoso y Moncada Galindo       | 11 августа 1836 | 16 августа 1836                                                                                  | президент Ассамблеи исп. Presidente de la Asamblea | [ 27 ] [ 31 ] |
| С1     | 21 августа 1837 | Луис Хосе де лас Мерседес де Орбегосо-и-Монкада Галиндо (1795—1847) исп. Luis José de las Mercedes de Orbegoso y Moncada Galindo       | 30 июля 1838    | временный президент Государства Северного Перу исп. Presidente Provisorio del Estado Nor-Peruano |                                                    | [ 27 ] [ 31 ] |
| С2     |                 | Хосе Мариано де ла Крус де ла Рива Агуэро-и-Санчес Бокете (1773—1859) исп. José Mariano de la Cruz de la Riva Agüero y Sánchez Boquete | 11 августа 1838 | временный президент Государства Северного Перу исп. Presidente Provisorio del Estado Nor-Peruano | 17 февраля 1839                                    | [ 50 ]        |

## От восстановления республики до правительстваХосе Бальты(1839—1872)
Агустин Гамарра выступил против создания Конфедерации Перу и Боливии и при поддержке Чили начал вооружённое сопротивление. После поражения верховного протектора конфедерации Андреса де Санта-Круса 20 января 1839 года в сражении при Юнгае и его бегства в Эквадор, отдельные органы управления Юга и Севера были замещены органами единого Перу. Восстановление общеперуанских органов власти было начато после занятия столицы восставшими, когда открытым собранием Лимы (исп. Cabildo abierto en Lima) 25 августа 1838 года А. Гамарра был провозглашён президентом республики. 15 августа 1839 года на Всеобщем конгрессе Уанкайо была принята новая конституция и подтверждены полномочия А. Гамарры как временного президента страны. После проведения в январе 1840 года общенациональных выборов А. Гамарра 10 июля 1840 года был провозглашён конституционным президентом. Он погиб 18 ноября 1841 года в битве при Ингави в ходе очередной перуано-боливийской войны.
После гибели А. Гамарры власть перешла к президенту Государственного совета (исп. Presidente del Consejo de Estado) — что соответствовало вице-президенту страны — Мануэлю Менендесу. 28 января 1843 года поднял восстание и провозгласил себя верховным директором республики (исп. Supremo Director de la República) Мануэль Игнасио де Виванко, что привело к череде смены временных президентов — сторонников М. Менендеса, — и назначаемых М. И. де Виванко временных губернаторов Перу (исп. Gobernante interino del Perú), пока сам М. И. де Виванко 7 апреля 1843 года не прибыл в столицу, где создал правительственную директорию (исп. directorio). Это послужило поводом к гражданской войне за восстановление конституции 1839 года и полномочий М. Менендеса. Восставшие создали временную верховную правящую хунту (исп. Suprema junta de gobierno) «свободных департаментов», а после победы 22 июля 1844 года в битве при Кармен-Альто восстановили конституционные полномочия М. Менендеса 7 октября 1844 года.
Установившийся на десятилетие конституционный порядок был нарушен либеральной революцией, начавшейся в декабре 1853 года. После поражения 5 января 1855 года в битве при Ла-Пальма сторонников президента Х. Р. Эченике и его бегства, лидер восстания Рамон Кастилья-и-Маркесадо узаконил свои полномочия временного президента, а позже выиграл выборы 1858 года. Несмотря на восстание Мануэля Игнасио де Виванко на юге страны, а позже войны с Эквадором, он конституционно передал полномочия победившему на выборах 1862 года Мигелю де Сан-Роману. Однако после кончины М. де Сан-Романа 3 апреля 1863 года вновь началась череда переходов власти между его вице-президентами, пока 28 ноября 1865 года в результате восстания против условий договора Виванко-Пареха, призванного завершить Первую тихоокеанскую войну с Испанией, верховным главой республики (исп. Jefe Supremo de la República) не стал Мариано Игнасио Прадо Очоа, 15 февраля 1867 года добившийся от конгресса избрания себя временным президентом. На созванном им конституционном конгрессе он добился принятия новой либеральной конституции, а 31 августа 1867 года был в соответствии с нею избран конституционным президентом.
Однако уже осенью 1867 года в городе Арекипа вторым вице-президентом последнего конституционно избранного президента М. де Сан-Романа Педро Дьесом Кансеко Корбачо было поднято восстание за восстановление умеренной конституции 1860 года. Революция 1867 года победила, и П. Дьес Кансеко вновь стал временным президентом, отменил новую конституцию и провёл президентские выборы, на которых одержал победу и стал 2 августа 1868 года конституционным президентом Хосе Бальта. После победы на очередных выборах первого в истории Перу гражданского лица Мануэля Пардо-и-Лавалье Х. Бальта был свергнут 22 июля 1872 года в результате восстания полковников Гутьеррес и казнён 26 июля 1872 года.
- Лица, формировавшие параллельные органы власти, при наличии конституционных или признанных иначе органов власти (например, ведущие с ними вооружённую борьбу и контролирующие значительную часть территории или столицу), показаны в первом столбце таблицы цветом «хаки».
- Даты начала и окончания временного исполнения полномочий главы исполнительной власти (при одновременном сохранении постоянных полномочий основного, как правило конституционного лица), показаны курсивом.

|             | Портрет         | Имя (годы жизни)                                                                                        | Полномочия       | Полномочия                                                                | Выборы | Должность                                                                           | Пр.                                            |
| Начало      | Портрет         | Имя (годы жизни)                                                                                        | Окончание        |                                                                           | Выборы | Должность                                                                           | Пр.                                            |
| ----------- | --------------- | --- | ---------------- | ------------------------------------------------------------------------- | --- | ----------------------------------------------------------------------------------- | ---------------------------------------------- |
| 5 (III—V)   |                 | Агустин Гамарра-и-Мессия (1785—1841) исп. Agustín Gamarra y Messia                                      | 25 августа 1838  | 15 августа 1839                                                           | [ комм. 48 ] | президент республики исп. Presidente de la República                                | [ 23 ] [ 24 ]                                  |
| 5 (III—V)   | 15 августа 1839 | Агустин Гамарра-и-Мессия (1785—1841) исп. Agustín Gamarra y Messia                                      | 10 июля 1840     | [ комм. 49 ]                                                              | временный президент исп. Presidente provisorio                                                                                      |                                                                                     | [ 23 ] [ 24 ]                                  |
| 5 (III—V)   | 10 июля 1840    | Агустин Гамарра-и-Мессия (1785—1841) исп. Agustín Gamarra y Messia                                      | 18 ноября 1841   | 1840                                                                      | конституционный президент республики исп. Presidente constitucional de la República                                                 |                                                                                     | [ 23 ] [ 24 ]                                  |
| 7 (I)       |                 | Мануэль Менендес-и-Горосабель (1793—1847) исп. Manuel Menéndez y Gorozabel                              | 18 ноября 1841   | 1840                                                                      | 16 августа 1842 | временный президент исп. Presidente provisorio                                      | [ 58 ]                                         |
| —           |                 | Хуан Крисостомо Торрико Гонсалес (1808—1875) исп. Juan Crisóstomo Torrico González                      | 16 августа 1842  | 19 октября 1842                                                           | | верховный правитель нации исп. Jefe supremo de la Nación                            | [ 59 ]                                         |
| и. о.       |                 | Хуан Баутиста де Лаваль-и-Сугасти (1782—1851) исп. Juan Bautista de Lavalle y Zugasti                   | 20 августа 1842  | 20 октября 1842                                                           | ответственный за управление исп. Encargado del Mando                                                                                | [ 44 ]                                                                              |                                                |
| 8           |                 | Хуан Франсиско де Видаль Ла Ос (1800—1863) исп. Juan Francisco de Vidal La Hoz                          | 20 октября 1842  | 15 марта 1843                                                             | временный президент исп. Presidente provisorio                                                                                      | [ 37 ]                                                                              |                                                |
| 9 (I)       |                 | Хусто Модесто Фигерола де Эстрада (1771—1854) исп. Justo Modesto Figuerola de Estrada                   | 15 марта 1843    | 19 марта 1843                                                             | временный президент исп. Presidente provisorio                                                                                      | [ 60 ]                                                                              |                                                |
| и. о.       |                 | Элеутерио Арамбуру (1774—1846) исп. Eleuterio Aramburú                                                  | 19 марта 1843    | 21 марта 1843                                                             | временный губернатор Перу исп. Gobernante interino del Perú                                                                         | [ 50 ]                                                                              |                                                |
| и. о.       |                 | Хосе Руфино Эченике Беневенте (1808—1887) исп. José Rufino Echenique Benavente                          | 21 марта 1843    | 27 марта 1843                                                             | временный губернатор Перу исп. Gobernante interino del Perú                                                                         | [ 61 ]                                                                              |                                                |
| и. о.       |                 | Хуан Антонио Песет-и-Родригес де ла Пьедра (1809—1879) исп. Juan Antonio Pezet y Rodríguez de la Piedra | 27 марта 1843    | 7 апреля 1843                                                             | временный губернатор Перу исп. Gobernante interino del Perú                                                                         | [ 47 ]                                                                              |                                                |
| —           |                 | Мануэль Игнасио де Виванко Итурральде (1806—1873) исп. Manuel Ignacio de Vivanco Iturralde              | 7 апреля 1843    | 17 июня 1844                                                              | верховный директор республики исп. Supremo Director de la República                                                                 | [ 44 ]                                                                              |                                                |
| —           |                 | Доминго Ньето-и-Маркес (1803—1844) исп. Domingo Nieto y Márquez                                         | 3 сентября 1843  | 17 февраля 1844                                                           | президент временной верховной правящей хунты (само-провозглашён) исп. Presidente de la suprema junta de gobierno (autoproclamación) | [ 58 ]                                                                              |                                                |
| —           |                 | Рамон Кастилья-и-Маркесадо (1797—1867) исп. Ramón Castilla y Marquesado                                 | 17 февраля 1844  | 11 декабря 1844                                                           | президент временной верховной правящей хунты (само-провозглашён) исп. Presidente de la suprema junta de gobierno (autoproclamación) | [ 62 ]                                                                              |                                                |
| и. о.       |                 | Доминго Элиас Карбахо (1805—1867) исп. Domingo Elías Carbajo                                            | 30 ноября 1843   | 17 июня 1844                                                              | временный губернатор Перу исп. Gobernante interino del Perú                                                                         | [ 61 ]                                                                              |                                                |
| —           | 17 июня 1844    | Доминго Элиас Карбахо (1805—1867) исп. Domingo Elías Carbajo                                            | 10 августа 1844  | верховный правитель исп. Jefe Supremo                                     | | [ 61 ]                                                                              |                                                |
| 9 (II)      |                 | Хусто Модесто Фигерола де Эстрада (1771—1854) исп. Justo Modesto Figuerola de Estrada                   | 10 августа 1844  | 7 октября 1844                                                            | временный президент исп. Presidente provisorio                                                                                      | [ 60 ]                                                                              |                                                |
| 7 (II)      |                 | Мануэль Менендес-и-Горосабель (1793—1847) исп. Manuel Menéndez y Gorozabel                              | 7 октября 1844   | 20 апреля 1845                                                            | временный президент исп. Presidente provisorio                                                                                      | [ 58 ]                                                                              |                                                |
| 10 (I)      |                 | Рамон Кастилья-и-Маркесадо (1797—1867) исп. Ramón Castilla y Marquesado                                 | 20 апреля 1845   | 20 апреля 1851                                                            | 1845 | конституционный президент республики исп. Presidente constitucional de la República | [ 62 ]                                         |
| 11          |                 | Хосе Руфино Эченике Бенавенте (1808—1887) исп. José Rufino Echenique Benavente                          | 20 апреля 1851   | 5 января 1855                                                             | 1851 | конституционный президент республики исп. Presidente constitucional de la República | [ 61 ]                                         |
| и. о.       |                 | Хосе Мигель Медина Элера (1804—1884) исп. José Miguel Medina Elera                                      | 17 июля 1854     | 5 января 1855                                                             | | ответственный за исполнительную власть исп. Encargado del Poder Ejecutivo           | [ 63 ]                                         |
| —           |                 | Рамон Кастилья-и-Маркесадо (1797—1867) исп. Ramón Castilla y Marquesado                                 | февраль 1854     | 5 января 1855                                                             | исполняющий обязанности президента исп. Presidente interino                                                                         | [ 62 ]                                                                              |                                                |
| 10 (II—III) | 5 января 1855   | Рамон Кастилья-и-Маркесадо (1797—1867) исп. Ramón Castilla y Marquesado                                 | 24 октября 1858  | временный президент республики исп. Presidente provisorio de la República | | [ 62 ]                                                                              |                                                |
| 10 (II—III) | 24 октября 1858 | Рамон Кастилья-и-Маркесадо (1797—1867) исп. Ramón Castilla y Marquesado                                 | 24 октября 1862  | 1858                                                                      | конституционный президент республики исп. Presidente constitucional de la República                                                 | [ 62 ]                                                                              |                                                |
| и. о.       |                 | Хосе Мария Райгада-и-Гальо (1795—1859) исп. José María Raygada y Gallo                                  | 2 апреля 1857    | 28 июля 1858                                                              | | ответственный за руководство исп. Encargado del Mando                               | [ 50 ]                                         |
| и. о.       |                 | Мигель де Сан-Роман-и-Меса (1802—1863) исп. Miguel de San Román y Meza                                  | 28 июля 1858     | 24 октября 1858                                                           | [ 54 ] | ответственный за руководство исп. Encargado del Mando                               |                                                |
| и. о.       |                 | Хуан Мануэль дель Мар Бернедо (1805—1862) исп. Juan Manuel del Mar Bernedo                              | 29 сентября 1859 | 21 марта 1860                                                             | ответственный за исполнительную власть исп. Encargado del Poder ejecutivo                                                           | [ 62 ]                                                                              |                                                |
| 12          |                 | Мигель де Сан-Роман-и-Меса (1802—1863) исп. Miguel de San Román y Meza                                  | 24 октября 1862  | 3 апреля 1863                                                             | 1862 | конституционный президент республики исп. Presidente constitucional de la República | [ 54 ]                                         |
| и. о.       |                 | Рамон Кастилья-и-Маркесадо (1797—1867) исп. Ramón Castilla y Marquesado                                 | 3 апреля 1863    | 9 апреля 1863                                                             | | ответственный за исполнительную власть исп. Encargado del Poder ejecutivo           | [ 62 ]                                         |
| и. о.       |                 | Педро Дьес Кансеко Корбачо (1815—1893) исп. Pedro Díez Canseco Corbacho                                 | 9 апреля 1863    | 5 августа 1863                                                            | [ 61 ] | ответственный за исполнительную власть исп. Encargado del Poder ejecutivo           |                                                |
| 13          |                 | Хуан Антонио Песет-и-Родригес де ла Пьедра (1809—1879) исп. Juan Antonio Pezet y Rodríguez de la Piedra | 5 августа 1863   | 8 ноября 1865                                                             | конституционный президент республики исп. Presidente constitucional de la República                                                 | [ 47 ]                                                                              |                                                |
| 14 (I)      |                 | Педро Дьес Кансеко Корбачо (1815—1893) исп. Pedro Díez Canseco Corbacho                                 | 8 ноября 1865    | 28 ноября 1865.                                                           | временный президент исп. Presidente provisorio                                                                                      | [ 61 ]                                                                              |                                                |
| —           |                 | Мариано Игнасио Прадо Очоа (1826—1901) исп. Mariano Ignacio Prado Ochoa                                 | 28 ноября 1865   | 15 февраля 1867                                                           | верховный глава республики исп. Jefe Supremo de la República                                                                        | [ 57 ]                                                                              |                                                |
| 15 (I—II)   | 15 февраля 1867 | Мариано Игнасио Прадо Очоа (1826—1901) исп. Mariano Ignacio Prado Ochoa                                 | 31 августа 1867  | [ комм. 87 ]                                                              | временный президент исп. Presidente provisorio                                                                                      | [ 57 ]                                                                              |                                                |
| 15 (I—II)   | 31 августа 1867 | Мариано Игнасио Прадо Очоа (1826—1901) исп. Mariano Ignacio Prado Ochoa                                 | 5 января 1868    | [ комм. 88 ]                                                              | конституционный президент республики исп. Presidente constitucional de la República                                                 | [ 57 ]                                                                              |                                                |
| и. о.       |                 | Луис Ла Пуэрта де Мендоса (1811—1896) исп. Luis La Puerta de Mendoza                                    | 12 октября 1867  | 8 января 1868                                                             | | ответственный за исполнительную власть исп. Encargado del Poder Ejecutivo           | [ 64 ]                                         |
| —           |                 | Педро Дьес Кансеко Корбачо (1815—1893) исп. Pedro Díez Canseco Corbacho                                 | 23 сентября 1867 | 7 января 1868.                                                            | [ 61 ] | ответственный за исполнительную власть исп. Encargado del Poder Ejecutivo           |                                                |
| —           |                 | Франсиско Дьес Кансеко Корбачо (1821—1884) исп. Francisco Diez Canseco Corbacho                         | 8 января 1868    | 22 января 1868                                                            | [ 61 ] | ответственный за правительство исп. Encargado del Gobierno                          |                                                |
| 14 (II)     |                 | Педро Дьес Кансеко Корбачо (1815—1893) исп. Pedro Díez Canseco Corbacho                                 | 22 января 1868   | 2 августа 1868                                                            | [ 61 ] | [ комм. 95 ]                                                                        | временный президент исп. Presidente provisorio |
| 15          |                 | Хосе Бальта-и-Монтеро (1814—1872) исп. José Balta y Montero                                             | 2 августа 1868   | 22 июля 1872                                                              | 1868 | конституционный президент республики исп. Presidente constitucional de la República | [ 54 ]                                         |

## От «Первой цивилизации» до завершения гражданской войны (1872—1885)
После победы на очередных выборах первого в истории Перу гражданского лица Мануэля Пардо-и-Лавалье действующий конституционный президент Хосе Бальта был свергнут 22 июля 1872 года в результате восстания полковников Гутьеррес и казнён 26 июля 1872 года. Старший из четырёх братьев-полковников, Томас Гутьеррес, был провозглашён верховным правителем (исп. Jefe Supremo), но в день казни Х. Бальты был убит восставшим народом, как и другие двое братьев. 2 августа 1872 года к своим полномочиям приступил конституционный президент М. Пардо-и-Лавалье, представитель Гражданской партии. В историографии Перу это является началом периода, называемого «Первая цивилизация» (исп. El Primer Civilismo), поскольку управление страной перешло к гражданским лицам. Выборы 1876 года выиграл и занял пост 2 августа 1876 года однопартиец М. Пардо-и-Лавалье Мариано Игнасио Прадо Очоа (ранее стоявший во главе Перу в 1865—1868 годах). После неудачного начала Второй тихоокеанской войны с Чили он, с разрешения конгресса, передал 18 декабря 1879 года полномочия первому вице-президенту Луису Ла Пуэрте в качестве переходного президента республики (исп. Presidente Transitorio de la República), сам отплыв в Европу для заключения контрактов на поставку оружия.
Однако уже 23 декабря 1879 года его преемник был свергнут Николасом де Пьеролой, провозгласившим себя верховным правителем (исп. Jefe Supremo), но бежавшим 15 января 1881 года после начала штурма Лимы чилийскими войсками. Оставшиеся перуанские политики избрали 12 марта 1881 года временным президентом на открытой ратуше Магдалены Франсиско Гарсию Кальдерона, а 10 июля 1881 года утвердили его президентом на конгрессе в Чорильосе. Не соглашаясь на территориальные уступки Чили, он был арестован 28 сентября 1881 года оккупационными чилийскими войсками, 6 ноября 1881 согласился на отставку и был выслан в Чили. В то же время Н. де Пьерола, желая продолжения войны, 29 июля 1881 года организовал «правительство в эвакуации» на созванной им национальной ассамблее в Аякучо, но, столкнувшись с выступлениями противников в различных городах, 28 декабря 1881 года отказался от поста руководителя государства и уехал в Европу.

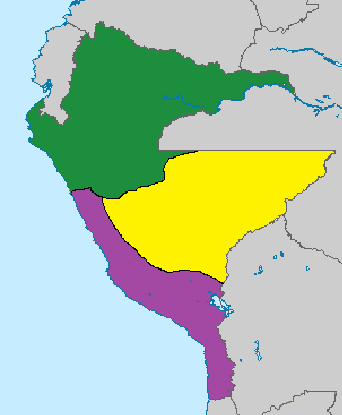
Разделение контроля над территорией Перу:
правительство М. Иглесиаса
правительство А. Касереса
правительство Л. Монтеро Флореса

В день ареста Ф. Гарсии Кальдерона его вице-президент (исп. Vicepresidente) Лисардо Монтеро Флорес был приведён к присяге в суде Кахамарки как временный президент. Он продолжил политику отказа от территориальных уступок и был вынужден покинуть столицу, учредив правительство в Арекипе.
В течение следующих нескольких лет Перу охватила анархия, различными частями страны управляли разные правительства: север страны контролировал Мигель Иглесиас, центральную часть — Андрес Авелино Касерес. М. Иглесиас, являясь главнокомандующим армии на севере Перу, в манифесте, получившем название «Крик Монтаны», 31 августа 1882 года провозгласил себя верховным правителем (исп. Jefe Supremo) с целью окончания Второй тихоокеанской войны с Чили ценой территориальных уступок. 30 декабря 1882 года на созванной им в Кахамарке Ассамблее Севера он был провозглашён президентом регенерации (восстановления, возрождения). 20 октября 1883 года он подписал мирный договор, по которому к Чили был присоединён район города Икике, а над территорией с городами Арика и Такна устанавливался чилийский контроль до проведения плебисцита об их принадлежности. 11 марта 1884 года созванная конституционная ассамблея ратифицировала этот договор, избрав 1 марта 1884 года М. Иглесиаса конституционным президентом.
Многие политические и военные деятели Перу резко протестовали против заключения мира на таких условиях. 16 июля 1884 года Андрес Авелино Касерес, находившийся в центральном Перу и являвшийся вице-президентом вынужденного покинуть страну Лисардо Монтеро Флореса, провозгласил себя президентом для продолжения вооружённой борьбы с Чили, что стало началом гражданской войны. А. Касарес нанёс военное поражение М. Иглесиасу, однако это не привело к его популярности. 3 декабря 1885 года, не получив поддержки в конгрессе, они оба подали в отставку. В итоге конгресс передал полномочия главы государства до проведения выборов президенту Совета министров (исп. Presidente del Consejo de Ministros) Антонио Аренасу, поставив его во главе временной правительственной хунты (исп. Presidente de la Junta Provisional de Gobierno), что стало началом периода, в историографии Перу именуемого «Национальная реконструкция».
- Лица, формировавшие параллельные органы власти, при наличии конституционных или признанных иначе органов власти (например, ведущие с ними вооружённую борьбу и контролирующие значительную часть территории или столицу), показаны в первом столбце таблицы цветом «хаки».
- Даты начала и окончания временного исполнения полномочий главы исполнительной власти (при одновременном сохранении постоянных полномочий основного, как правило конституционного лица), показаны курсивом.
- Наряду с партийной принадлежностью, в столбце «Партия» также отражён внепартийный (независимый) статус персоналий, или их принадлежность к вооружённым силам, когда они выступали как самостоятельная политическая сила.

|                                   | Портрет                           | Имя (годы жизни) | Полномочия                     | Полномочия                                                                  | Партия             | Выборы                                                                              | Должность                                                                                   | Пр.                                     |
| Начало                            | Портрет                           | Имя (годы жизни) | Окончание                      |                                                                             | Партия             | Выборы                                                                              | Должность                                                                                   | Пр.                                     |
| --------------------------------- | --------------------------------- | --- | ------------------------------ | --------------------------------------------------------------------------- | ------------------ | ----------------------------------------------------------------------------------- | ------------------------------------------------------------------------------------------- | --------------------------------------- |
| —                                 |                                   | Томас Гутьеррес (?—1872) исп. Tomás Gutiérrez                                                                               | 22 июля 1872                   | 26 июля 1872                                                                | армия              |                                                                                     | верховный правитель исп. Jefe Supremo                                                       | [ 60 ]                                  |
| и. о.                             |                                   | Франсиско Дьес Кансеко Корбачо (1821—1884) исп. Francisco Diez Canseco Corbacho                                             | 26 июля 1872                   | 27 июля 1872                                                                | независимый        | президент, отвечающий за руководство исп. Presidente Encargado del Mando            | [ 61 ]                                                                                      |                                         |
| 17                                |                                   | Мариано Эренсия Севальос-и-Ларраури (1820—1873) исп. Mariano Herencia Zevallos y Larrauri                                   | 27 июля 1872                   | 2 августа 1872                                                              | независимый        | конституционный президент республики исп. Presidente constitucional de la República | [ 67 ]                                                                                      |                                         |
| 18                                |                                   | Мануэль Пардо-и-Лавалье (1834—1878) исп. Manuel Pardo y Lavalle                                                             | 2 августа 1872                 | 2 августа 1876                                                              | Гражданская партия | конституционный президент республики исп. Presidente constitucional de la República | 1872                                                                                        | [ 69 ]                                  |
| и. о.                             |                                   | Мануэль Костас Арсе (1820—1883) исп. Manuel Costas Arce                                                                     | 28 ноября 1874                 | 18 января 1875                                                              | Гражданская партия |                                                                                     | исполняющий обязанности президента исп. Presidente interino                                 | [ 17 ]                                  |
| 15 (III)                          |                                   | Мариано Игнасио Прадо Очоа (1826—1901) исп. Mariano Ignacio Prado Ochoa                                                     | 2 августа 1876                 | 18 декабря 1879                                                             | Гражданская партия | 1876                                                                                | конституционный президент республики исп. Presidente constitucional de la República         | [ 57 ]                                  |
| и. о.                             |                                   | Луис Ла Пуэрта де Мендоса (1811—1896) исп. Luis La Puerta de Mendoza                                                        | 16 мая 1879                    | 2 декабря 1879                                                              | Гражданская партия |                                                                                     | ответственный за исполнительную власть исп. Encargado del Poder Ejecutivo                   | [ 64 ]                                  |
| 19                                | 18 декабря 1879                   | Луис Ла Пуэрта де Мендоса (1811—1896) исп. Luis La Puerta de Mendoza                                                        | 23 декабря 1879                | переходный президент республики исп. Presidente Transitorio de la República | Гражданская партия |                                                                                     |                                                                                             | [ 64 ]                                  |
| —                                 |                                   | Хосе Николас Бальтасар Фернандес де Пьерола-и-Вильена (1839—1913) исп. José Nicolás Baltazar Fernández de Piérola y Villena | 23 декабря 1879                | 15 января 1881                                                              | независимый        | верховный правитель исп. Jefe Supremo                                               | [ 54 ]                                                                                      |                                         |
| Период прямой чилийской оккупации | Период прямой чилийской оккупации | Период прямой чилийской оккупации                                                                                           | 15 января 1881                 | 12 марта 1881                                                               |                    |                                                                                     |                                                                                             |                                         |
| 20 (I—II)                         |                                   | Франсиско Гарсия Кальдерон Ланда (1834—1905) исп. Francisco García Calderón Landa                                           | 12 марта 1881                  | 10 июля 1881                                                                | независимый        | [ комм. 110 ]                                                                       | временный президент республики исп. Presidente provisional de la República                  | [ 60 ]                                  |
| 20 (I—II)                         | 10 июля 1881                      | Франсиско Гарсия Кальдерон Ланда (1834—1905) исп. Francisco García Calderón Landa                                           | 28 сентября 1881 6 ноября 1881 | [ комм. 113 ]                                                               | независимый        | президент республики исп. Presidente de la República                                |                                                                                             | [ 60 ]                                  |
| —                                 |                                   | Хосе Николас Бальтасар Фернандес де Пьерола-и-Вильена (1839—1913) исп. José Nicolás Baltazar Fernández de Piérola y Villena | 29 июля 1881                   | 28 декабря 1881                                                             | независимый        | [ комм. 116 ]                                                                       | президент Перу правительства в эвакуации исп. Presidente del gobierno peruano en evacuación | [ 54 ]                                  |
| 21                                |                                   | Хуан Лисардо Монтеро Флорес (1832—1905) исп. Juan Lizardo Montero Flores                                                    | 28 сентября 1881               | 28 октября 1883                                                             | Гражданская партия |                                                                                     | временный президент республики исп. Presidente provisional de la República                  | [ 66 ]                                  |
| —                                 |                                   | полковник Мигель Иглесиас Пино де Арсе (1830—1909) исп. Miguel Iglesias Pino de Arce                                        | 31 августа 1882                | 30 декабря 1882                                                             | армия              | верховный правитель исп. Jefe Supremo                                               | [ 67 ]                                                                                      |                                         |
| 22 (I—II)                         | 30 декабря 1882                   | полковник Мигель Иглесиас Пино де Арсе (1830—1909) исп. Miguel Iglesias Pino de Arce                                        | 1 марта 1884                   | [ комм. 121 ]                                                               | армия              | президент регенерации исп. Presidente Regenerador                                   | [ 67 ]                                                                                      |                                         |
| 22 (I—II)                         | 1 марта 1884                      | полковник Мигель Иглесиас Пино де Арсе (1830—1909) исп. Miguel Iglesias Pino de Arce                                        | 3 декабря 1885                 | [ комм. 123 ]                                                               | армия              | конституционный президент республики исп. Presidente constitucional de la República | [ 67 ]                                                                                      |                                         |
| —                                 |                                   | Андрес Авелино Касерес Доррегарай (1831—1923) исп. Andrés Avelino Cáceres Dorregaray                                        | 3 декабря 1885                 | 16 июля 1884                                                                | армия              |                                                                                     | [ 67 ]                                                                                      | президент Перу исп. Presidente del Perú |

## От «Национальной реконструкции» до «Аристократической республики» (1885—1919)
По завершении гражданской войны конгресс передал полномочия главы государства до проведения выборов президенту Совета министров (исп. Presidente del Consejo de Ministros) Антонио Аренасу, поставив его во главе временной правительственной хунты (исп. Presidente de la Junta Provisional de Gobierno), что стало началом периода, в историографии Перу именуемого «Национальная реконструкция». После прошедших в 1886 году выборов, на которых победил представитель Конституционной партии Андрес Авелино Касерес, конституционалисты стояли во главе Перу до 20 марта 1895 года, когда второй срок его же полномочий был прерван в результате новой гражданской войны, причиной которой стали спорные результаты выборов 1894 года. Он подал в отставку и эмигрировал после того, как был вынужден укрыться в президентском дворце. В тот же день была образована временная правительственная хунта его противников во главе с Мануэлем Кандамо. Выборы 1895 года года выиграл представитель Демократической партии Николас де Пьерола, что стало началом длившегося до 1919 года периода конституционных олигархических правительств, получившего в историографии название «Аристократическая республика».
4 февраля 1914 года начальник штаба полковник Оскар Бенавидес отстранил от власти конституционного президента Гильермо Биллингхёрста (являвшегося представителем Демократической партии), при поддержке оппозиционного конгресса, находящегося под контролем Гражданской партии. Первоначально став президентом правительственной хунты (исп. Presidente de la Junta de Gobierno), 15 мая 1914 года он был избран конгрессом временным президентом республики (исп. Presidente provisorio de la República) на период до проведения новых выборов.
Избранный в 1915 году на второй срок Хосе Пардо-и-Барреда 4 июля 1919 года был свергнут вышедшим из Гражданской партии Аугусто Легией, вернувшимся в страну и победившим на выборах 1919 года. Его победа была поставлена под сомнение руководством Гражданской партии; опасаясь отмены результатов выборов, А. Легия досрочно провозгласил себя временным президентом, распустил конгресс и инициировал принятие новой конституции.
- Даты начала и окончания временного исполнения полномочий главы исполнительной власти (при одновременном сохранении постоянных полномочий основного, как правило конституционного лица), показаны курсивом.
- Наряду с партийной принадлежностью, в столбце «Партия» также отражён внепартийный (независимый) статус персоналий, или их принадлежность к вооружённым силам, когда они выступали как самостоятельная политическая сила.

|         | Портрет     | Имя (годы жизни) | Полномочия       | Полномочия | Партия                 | Выборы                                                                    | Должность                                                                                       | Пр.           |
| Начало  | Портрет     | Имя (годы жизни) | Окончание        | | Партия                 | Выборы                                                                    | Должность                                                                                       | Пр.           |
| ------- | ----------- | --- | ---------------- | --- | ---------------------- | ------------------------------------------------------------------------- | ----------------------------------------------------------------------------------------------- | ------------- |
| —       |             | Мануэль Антонио Аренас Мерино (1808—1891) исп. Manuel Antonio Arenas Merino                                                         | 3 декабря 1885   | 3 июня 1886 | независимый            | [ комм. 125 ]                                                             | президент временной правительственной хунты исп. Presidente de la Junta Provisional de Gobierno | [ 70 ]        |
| 23 (I)  |             | Андрес Авелино Касерес Доррегарай (1831—1923) исп. Andrés Avelino Cáceres Dorregaray                                                | 3 июня 1886      | 10 августа 1890                                                                                                   | Конституционная партия | 1886                                                                      | конституционный президент республики исп. Presidente constitucional de la República             | [ 67 ]        |
| 24      |             | Ремихио Моралес Бермудес (1836—1894) исп. Remigio Morales Bermúdez                                                                  | 10 августа 1890  | 1 апреля 1894 | Конституционная партия | 1890                                                                      | конституционный президент республики исп. Presidente constitucional de la República             | [ 62 ]        |
| 25      |             | Хустиниано Боргоньо Кастаньеда (1836—1921) исп. Justiniano Borgoño Castañeda                                                        | 1 апреля 1894    | 10 августа 1894                                                                                                   | Конституционная партия |                                                                           | переходный президент республики исп. Presidente transitorio de la República                     | [ 71 ]        |
| 23 (II) |             | Андрес Авелино Касерес Доррегарай (1831—1923) исп. Andrés Avelino Cáceres Dorregaray                                                | 10 августа 1894  | 20 марта 1895 | Конституционная партия | 1894                                                                      | конституционный президент республики исп. Presidente constitucional de la República             | [ 67 ]        |
| —       |             | Мануэль Гонсалес де Кандамо э Ириарте (1841—1904) исп. Manuel González de Candamo e Iriarte                                         | 20 марта 1895    | 8 сентября 1895                                                                                                   | Гражданская партия     |                                                                           | президент временной правительственной хунты исп. Presidente de la Junta Provisional de Gobierno | [ 71 ]        |
| 26      |             | Хосе Николас Бальтасар Фернандес де Пьерола-и-Вильена (1839—1913) исп. José Nicolás Baltazar Fernández de Piérola y Villena         | 8 сентября 1895  | 8 сентября 1899                                                                                                   | Демократическая партия | 1895                                                                      | конституционный президент республики исп. Presidente constitucional de la República             | [ 54 ]        |
| 27      |             | Хосе Габриэль Эдуардо Октавио Лопес де Романья-и-Альвисури (1847—1912) исп. José Gabriel Eduardo Octavio López de Romaña y Alvizuri | 8 сентября 1899  | 8 сентября 1903                                                                                                   | Гражданская партия     | 1899                                                                      | конституционный президент республики исп. Presidente constitucional de la República             | [ 72 ] [ 73 ] |
| 28      |             | Мануэль Гонсалес де Кандамо э Ириарте (1841—1904) исп. Manuel González de Candamo e Iriarte                                         | 8 сентября 1903  | 7 мая 1904 | Гражданская партия     | 1903                                                                      | конституционный президент республики исп. Presidente constitucional de la República             | [ 71 ]        |
| —       |             | Серапио Кальдерон Ласо де ла Вега (1843—1922) исп. Serapio Calderón Lazo de la Vega                                                 | 18 апреля 1904   | 7 мая 1904 | Гражданская партия     |                                                                           | ответственный за исполнительную власть исп. Encargado del Poder Ejecutivo                       | [ 72 ]        |
| —       | 7 мая 1904  | Серапио Кальдерон Ласо де ла Вега (1843—1922) исп. Serapio Calderón Lazo de la Vega                                                 | 24 сентября 1904 | ответственный за исполнительную власть второй вице-президент исп. 2º Vicepresidente Encargado del Poder Ejecutivo | Гражданская партия     |                                                                           |                                                                                                 | [ 72 ]        |
| 29 (I)  |             | Хосе Симон Пардо-и-Барреда (1864—1947) исп. José Simón Pardo y Barreda                                                              | 24 сентября 1904 | 24 сентября 1908                                                                                                  | Гражданская партия     | 1904                                                                      | конституционный президент республики исп. Presidente constitucional de la República             | [ 72 ] [ 74 ] |
| 30 (I)  |             | Аугусто Бернардино Легия-и-Сальседо (1863—1932) исп. Augusto Bernardino Leguía y Salcedo                                            | 24 сентября 1908 | 24 сентября 1912                                                                                                  | Гражданская партия     | 1908                                                                      | конституционный президент республики исп. Presidente constitucional de la República             | [ 64 ]        |
| 31      |             | Гильермо Энрике Биллингхёрст Ангуло (1851—1915) исп. Guillermo Enrique Billinghurst Angulo                                          | 24 сентября 1912 | 4 февраля 1914 | Демократическая партия | 1912                                                                      | конституционный президент республики исп. Presidente constitucional de la República             | [ 75 ]        |
| —       |             | полковник Оскар Раймундо Бенавидес Ларреа (1876—1945) исп. Óscar Raimundo Benavides Larrea                                          | 4 февраля 1914   | 15 мая 1914 | армия                  |                                                                           | президент правительственной хунты исп. Presidente de la Junta de Gobierno                       | [ 71 ] [ 65 ] |
| 32 (I)  | 15 мая 1914 | полковник Оскар Раймундо Бенавидес Ларреа (1876—1945) исп. Óscar Raimundo Benavides Larrea                                          | 18 августа 1915  | [ комм. 136 ] | армия                  | временный президент республики исп. Presidente provisorio de la República |                                                                                                 | [ 71 ] [ 65 ] |
| 29 (II) |             | Хосе Симон Пардо-и-Барреда (1864—1947) исп. José Simón Pardo y Barreda                                                              | 18 августа 1915  | 4 июля 1919 | Гражданская партия     | 1915                                                                      | конституционный президент республики исп. Presidente constitucional de la República             | [ 72 ] [ 74 ] |

## От «El Oncenio de Leguía» до военного правительстваОскара Бенавидеса(1919—1939)
Вышедший из Гражданской партии Аугусто Легией, вернувшись в страну, победил на выборах 1919 года. Его победа была поставлена под сомнение руководством Гражданской партии; опасаясь отмены результатов выборов, А. Легия провозгласил себя временным президентом, распустил конгресс и инициировал принятие созванной им 24 сентября 1919 года Национальной ассамблеей 27 декабря 1919 года новой конституции, которую обнародовал 18 января 1920 года.
Национальная ассамблея 12 октября 1919 года также подтвердила полномочия А. Легии как конституционного президента, избранного на выборах 1919 года. Поскольку в новой конституции отсутствовало ограничение на многократное занятие президентского поста, А. Легия переизбирался в 1924 и 1929 годах, установив режим культа личности, длившийся 11 лет и получивший в историографии Перу название «Oncenio de Leguía» (от исп. once — «одиннадцать»). 25 августа 1930 после восстания в Арекипе генерала Луиса Мигеля Санчеса Серро генерал Мануэль Мария Понсе Бруссет совершил государственный переворот в столице. 27 августа 1930 он передал полномочия прилетевшему в столицу Л. Санчесу Серро, создавшему правительственную хунту, получившую одобрение в конгрессе. До проведения 11 октября 1931 года всеобщих выборов сменилось четверо временных руководителей страны, трое из которых были назначены созданной «ассамблеей избранных» (исп. Asamblea de Notables), включившей в себя верхушку государственной, судебной и духовной властей. Л. Санчес Серро выиграл выборы и стал конституционным президентом, но был убит 30 апреля 1933 года во время военного смотра членом пан-латиноамериканского Американского народно-революционного альянса.
На всеобщих выборах 1931 года также были избраны делегаты конституционного конгресса, который принял новую конституцию, обнародованную 9 апреля 1933 года, а после гибели Л. Санчеса Серро избрал генерала Оскара Бенавидеса новым конституционным президентом. После отмены результатов выборов 1936 года О. Бенавидес продлил свои полномочия до 1939 года.
- Наряду с партийной принадлежностью, в столбце «Партия» также отражён внепартийный (независимый) статус персоналий, или их принадлежность к вооружённым силам, когда они выступали как самостоятельная политическая сила.

|                 | Портрет         | Имя (годы жизни)                                                                                   | Полномочия      | Полномочия      | Партия                               | Выборы                                                                              | Должность                                                                                        | Пр.    |
| Начало          | Портрет         | Имя (годы жизни)                                                                                   | Окончание       |                 | Партия                               | Выборы                                                                              | Должность                                                                                        | Пр.    |
| --------------- | --------------- | -------------------------------------------------------------------------------------------------- | --------------- | --------------- | ------------------------------------ | ----------------------------------------------------------------------------------- | ------------------------------------------------------------------------------------------------ | ------ |
| 30 (II—V)       |                 | Аугусто Бернардино Легия-и-Сальседо (1863—1932) исп. Augusto Bernardino Leguía y Salcedo           | 4 июля 1919     | 12 октября 1919 | независимый                          | 1919                                                                                | временный президент республики исп. Presidente provisorio de la República                        | [ 64 ] |
| 30 (II—V)       | 12 октября 1919 | Аугусто Бернардино Легия-и-Сальседо (1863—1932) исп. Augusto Bernardino Leguía y Salcedo           | 12 октября 1924 | [ комм. 139 ]   | независимый                          | конституционный президент республики исп. Presidente constitucional de la República |                                                                                                  | [ 64 ] |
|                 | 12 октября 1919 | Аугусто Бернардино Легия-и-Сальседо (1863—1932) исп. Augusto Bernardino Leguía y Salcedo           | 12 октября 1924 | [ комм. 139 ]   | Демократическая реформистская партия | конституционный президент республики исп. Presidente constitucional de la República |                                                                                                  | [ 64 ] |
| 12 октября 1924 | 12 октября 1929 | Аугусто Бернардино Легия-и-Сальседо (1863—1932) исп. Augusto Bernardino Leguía y Salcedo           | 1924            |                 |                                      | конституционный президент республики исп. Presidente constitucional de la República |                                                                                                  | [ 64 ] |
| 12 октября 1929 | 25 августа 1930 | Аугусто Бернардино Легия-и-Сальседо (1863—1932) исп. Augusto Bernardino Leguía y Salcedo           | 1929            |                 |                                      | конституционный президент республики исп. Presidente constitucional de la República |                                                                                                  | [ 64 ] |
| —               |                 | генерал Мануэль Мария Понсе Бруссет (1874—1966) исп. Manuel María Ponce Brousset                   | 25 августа 1930 | 27 августа 1930 | армия                                |                                                                                     | президент военной правительственной хунты исп. Presidente de la Junta Militar de Gobierno        | [ 61 ] |
| —               |                 | подполковник Луис Мигель Санчес Серро (1889—1933) исп. Luis Miguel Sánchez Cerro                   | 27 августа 1930 | 1 марта 1931    | армия                                | президент правительственной хунты исп. Presidente de la Junta de Gobierno           | [ 37 ]                                                                                           |        |
| —               |                 | монсеньор Франциско Мариано Ольгин Мальдонадо (1860—1945) исп. Francisco Mariano Holguín Maldonado | 1 марта 1931    | 1 марта 1931    | независимый                          | [ комм. 147 ]                                                                       | президент ассамблеи избранных исп. Presidente de la Asamblea de Notables                         | [ 67 ] |
| —               |                 | Рикардо Леонсио Элиас Ариас (1874—1951) исп. Ricardo Leoncio Elías Arias                           | 1 марта 1931    | 5 марта 1931    | независимый                          | [ комм. 147 ]                                                                       | президент временной хунты исп. Presidente de la Junta Provisoria                                 | [ 61 ] |
| —               |                 | полковник Густаво Хименес Сальдиас (1886—1933) исп. Gustavo Jiménez Saldías                        | 5 марта 1931    | 11 марта 1931   | армия                                |                                                                                     | президент переходной правительственной хунты исп. Presidente de la Junta Transitoria de Gobierno | [ 64 ] |
| —               |                 | Давид Саманес Окампо-и-Собрино (1866—1947) исп. David Samanez Ocampo y Sobrino                     | 11 марта 1931   | 8 декабря 1931  | независимый                          | [ комм. 147 ]                                                                       | президент правительственной хунты исп. Presidente de la Junta de Gobierno                        | [ 76 ] |
| 33              |                 | подполковник Луис Мигель Санчес Серро (1889—1933) исп. Luis Miguel Sánchez Cerro                   | 8 декабря 1931  | 30 апреля 1933  | Революционный союз                   | 1931                                                                                | конституционный президент республики исп. Presidente constitucional de la República              | [ 37 ] |
| 32 (II)         |                 | генерал Оскар Раймундо Бенавидес Ларреа (1876—1945) исп. Óscar Raimundo Benavides Larrea           | 30 апреля 1933  | 8 декабря 1939  | армия                                | [ комм. 154 ]                                                                       | конституционный президент республики исп. Presidente constitucional de la República              | [ 71 ] |

## От «Слабой демократии» до «Ochenio» Мануэля Одрии (1939—1956)
Победивший на выборах 1939 года Мануэль Прадо представлял широкую «Консервативную коалицию» из 12 партий. Внутренняя политика его кабинета в целом продолжала политику Оскара Бенавидеса (при этом демократические права были значительно ограничены, что позволило именовать в историографии период как «слабая демократия»), во внешней политике Перу одержало победу в войне с Эквадором (1941 год) и закрепило за собой значительные территории в верхней Амазонии, а после начала мировой войны первым среди латиноамериканских стран разорвало отношения с державами Оси.
На выборах 1945 года победу одержал баллотировавшийся от Национального демократического фронта (альянса левых партий) Хосе Бустаманте, поддержанный и коммунистической партией, и Американским народно-революционным альянсом (АПРА) во главе с Виктором Айя де Ла Торре, одним из лидеров конгресса. Первоначально новый президент прилагал усилия по демократизации общества, восстановив свободу печати и многие гражданские права, освободив политических заключённых, начав чистку в рядах вооружённых сил. Однако вскоре между ним и В. Айя де ла Торре произошёл разрыв, после чего парламентская фракция АПРА выступила с оппозицией правительству, а её боевики возобновили террористические акты по всей стране. Х. Бустаманте был вынужден распустить министерский кабинет и образовать новый, состоящий в основном из военных, в котором 12 января 1947 года министром правительства и полиции (исп. Ministro de Gobierno y Policía) был назначен генерал Мануэль Одриа (начальник штаба во время войны с Эквадором). В июне М. Одриа потребовал запретить АПРА и арестовать или выслать его лидеров. Получив отказ президента, кабинет министров подал в отставку, что вызвало кризис в отношениях между президентом и вооружёнными силами. 3 октября 1948 года в Кальяо было подавлено восстание части флота, в организации которого был обвинён АПРА; штаб организации был занят войсками, имущество изъято, запрещены её газеты и арестованы несколько лидеров. 27 октября 1948 года М. Одрия, во главе гарнизона в Арекипе, выступил против президента, провозгласив «Восстановительную революцию» (исп. Revolución Restauradora). 29 октября 1948 года к восстанию присоединился гарнизон в Лиме под командованием генерала Зенона Норьеги, добившимся депортации президента Х. Бустаманте в Аргентину и принявшим власть в качестве временного председателя правительственной хунты (исп. Presidente interino de la Junta de Gobierno del Perú). 1 ноября 1948 года он передал полномочия прибывшему в столицу М. Одрии.
Последующий восьмилетний период, получивший название «Ochenio» (от исп. ocho — восемь) характеризуется правлением генерала Мануэля Одрии, сначала как главы правительственной хунты, а после его победы на выборах 1950 года — как конституционного президента.
- Наряду с партийной принадлежностью, в столбце «Партия» также отражёна принадлежность персоналий к вооружённым силам, когда они выступали как самостоятельная политическая сила.

|        | Портрет | Имя (годы жизни)                                                                              | Полномочия      | Полномочия      | Партия                             | Выборы                                                                    | Должность                                                                                    | Пр.           |
| Начало | Портрет | Имя (годы жизни)                                                                              | Окончание       |                 | Партия                             | Выборы                                                                    | Должность                                                                                    | Пр.           |
| ------ | ------- | --------------------------------------------------------------------------------------------- | --------------- | --------------- | ---------------------------------- | ------------------------------------------------------------------------- | -------------------------------------------------------------------------------------------- | ------------- |
| 34 (I) |         | Мануэль Карлос Прадо-и-Угартече (1889—1967) исп. Manuel Carlos Prado y Ugarteche              | 8 декабря 1939  | 28 июля 1945    | Консервативная коалиция            | 1939                                                                      | конституционный президент республики исп. Presidente constitucional de la República          | [ 47 ]        |
| 35     |         | Хосе Луис Пабло Бустаманте-и-Риверо (1894—1989) исп. José Luis Pablo Bustamante y Rivero      | 28 июля 1945    | 29 октября 1948 | Национальный демократический фронт | 1945                                                                      | конституционный президент республики исп. Presidente constitucional de la República          | [ 71 ]        |
| —      |         | генерал Сенон Норьега Агуэро (1900—1957) исп. Zenón Noriega Agüero                            | 29 октября 1948 | 1 ноября 1948   | армия                              |                                                                           | временный президент правительственной хунты исп. Presidente interino de la Junta de Gobierno | [ 58 ]        |
| —      |         | генерал Хосе Мануэль Артуро Одриа Аморетти (1896—1974) исп. José Manuel Arturo Odría Amoretti | 1 ноября 1948   | 1 июня 1950     | армия                              | президент правительственной хунты исп. Presidente de la Junta de Gobierno | [ 77 ] [ 58 ]                                                                                |               |
| 36     |         | генерал Сенон Норьега Агуэро (1900—1957) исп. Zenón Noriega Agüero                            | 1 июня 1950     | 28 июля 1950    | армия                              | временный президент исп. Presidente provisorio                            | [ 58 ]                                                                                       |               |
| 37     |         | генерал Хосе Мануэль Артуро Одриа Аморетти (1896—1974) исп. José Manuel Arturo Odría Amoretti | 28 июля 1950    | 28 июля 1956    | Партия восстановления Перу         | 1950                                                                      | конституционный президент республики исп. Presidente constitucional de la República          | [ 77 ] [ 58 ] |

## От умеренного гражданского до радикального военного реформизма (1956—1980)
После победы на выборах 1956 года Мануэль Прадо 28 июля 1956 года повторно стал президентом страны и продолжил начатые ранее реформы, включая амнистию арестованных и высланных политических деятелей. На выборах 1962 года ни один из кандидатов не набрал трети голосов, необходимых для прямого избрания, поэтому право выбора перешло к национальному конгрессу. Однако, сообщив о фальсификациях на выборах в некоторых департаментах, Объединённое командование вооружённых сил потребовало отмены выборов. Получив отрицательный ответ от Национального жюри по выборам, военные свергли президента М. Прадо на рассвете 18 июля 1962 года (до окончания его президентского срока оставалось 11 дней) и образовали военную правительственную хунту (исп. Junta Militar de Gobierno), первоначально в составе четырёх членов Объединённого командования, а 20 июля 1962 года расширив её состав, включив в том числе и гражданских лиц. На повторных выборах в 1963 году победу одержал Фернандо Белаунде Терри, баллотировавшийся от партии Народное действие. Проводимая в этот период политика умеренных реформ дала основание закрепить в перуанской историографии за ним название «Умеренный гражданский реформизм» (исп. Reformismo civil moderado).
3 октября 1968 года был осуществлён военный переворот, президент Фернандо Белаунде был насильственно выслан в Аргентину. Было сформировано Революционное правительство Вооружённых сил во главе с генералом Хуаном Веласко Альварадо, ориентированным на левые силы. Революционное правительство провозгласило националистическую, антиимпериалистическую и антиолигархическую программу (изложенную в «Плане инков»). Были проведены амбициозная аграрная реформа, массовая национализация банков и компаний, созданы условия для развития крупной государственной промышленности. С другой стороны, под контроль были поставлены радио, телевидение и пресса. Начиная с 1974 года правительство столкнулось с чередой нарастающих протестов. 1 февраля 1975 года в Лиме началась забастовка полиции, силы которой в полночь с 4 на 5 февраля были атакованы войсками с участием бронетанковых подразделений, последствием стало неустановленное количество убитых и раненых. Утром 5 февраля в Лиме вспыхнули народные волнения (по названию столицы названные «Лимасо»), подавленные войсками (официально объявлено о 86 погибших, 155 раненых, 1012 задержанных и 53 полицейских, привлечённых к ответственности).
29 августа 1975 года генерал Франсиско Моралес Бермудес, с февраля назначенный президентом Совета министров (исп. Presidente del Consejo de Ministros del Perú), осуществил бескровный государственный переворот (названный «Такнасо» (исп. Tacnazo — поскольку манифест об отрешении Хуана Веласко Альварадо был провозглашён в городе Такна). Манифест, провозгласивший целью устранение «персонализма и отклонений», препятствующих революционному процессу, был поддержан Вооружёнными силами и полицией. Х. Веласко Альварадо, перенёсший два инфаркта и ампутацию ноги вследствие эмболии, удалился в свою резиденцию. Этот период, получивший в историографии название «Военный радикальный реформизм и четвёртый милитаризм» (исп. El reformismo militar radical y el cuarto militarismo), был завершён успешным проведением выборов 1980 года, победу на которых одержал свергнутый в 1968 году Фернандо Белаунде Терри.
- Наряду с партийной принадлежностью, в столбце «Партия» также отражёна принадлежность персоналий к вооружённым силам, когда они выступали как самостоятельная политическая сила.

|         | Портрет                                                          | Имя (годы жизни) | Полномочия      | Полномочия      | Партия                        | Выборы | Должность | Пр.    |
| Начало  | Портрет                                                          | Имя (годы жизни) | Окончание       |                 | Партия                        | Выборы | Должность | Пр.    |
| ------- | ---------------------------------------------------------------- | --- | --------------- | --------------- | ----------------------------- | ------ | --- | ------ |
| 34 (II) |                                                                  | Мануэль Карлос Прадо-и-Угартече (1889—1967) исп. Manuel Carlos Prado y Ugarteche | 28 июля 1956    | 18 июля 1962    | Демократическое движение Перу | 1956   | конституционный президент республики исп. Presidente constitucional de la República                                    | [ 47 ] |
| —       |                                                                  | генерал Рикардо Перес Годой (1905—1982) исп. Ricardo Pérez Godoy как президент хунты Объединённого командования вооружённых сил в составе: Николас Эдуардо Линдлей Лопес исп. Nicolás Eduardo Lindley López Хуан Фрасиско Торрес Матос исп. Juan Francisco Torres Matos Педро Варгас Прада Пейрано исп. Pedro Vargas Prada Peirano | 18 июля 1962    | 20 июля 1962    | армия                         |        | Президент военной правительственной хунты исп. Presidente de la Junta Militar de Gobierno                              | [ 47 ] |
| —       | генерал Рикардо Перес Годой (1905—1982) исп. Ricardo Pérez Godoy | 20 июля 1962 | 3 марта 1963    |                 | армия                         |        | Президент военной правительственной хунты исп. Presidente de la Junta Militar de Gobierno                              | [ 47 ] |
| —       |                                                                  | генерал Николас Эдуардо Линдлей Лопес (1908—1995) исп. Nicolás Eduardo Lindley López | 3 марта 1963    | 28 июля 1963    | армия                         | [ 64 ] | Президент военной правительственной хунты исп. Presidente de la Junta Militar de Gobierno                              |        |
| 38 (I)  |                                                                  | Фернандо Исаак Серхио Марсело Маркос Белаунде Терри (1912—2002) исп. Fernando Isaac Sergio Marcelo Marcos Belaúnde Terry | 28 июля 1963    | 3 октября 1968  | Народное действие             | 1963   | конституционный президент республики исп. Presidente constitucional de la República                                    | [ 71 ] |
| —       |                                                                  | генерал Хуан Франсиско Веласко Альварадо (1910—1977) исп. Juan Francisco Velasco Alvarado | 3 октября 1968  | 30 августа 1975 | армия                         |        | Президент Революционного правительства Вооружённых сил исп. Presidente del Gobierno Revolucionario de la Fuerza Armada | [ 83 ] |
| —       |                                                                  | генерал Франсиско Моралес Бермудес Серрутти (1921—2022) исп. Francisco Morales Bermúdez Cerrutti | 30 августа 1975 | 28 июля 1980    | армия                         | [ 58 ] | Президент Революционного правительства Вооружённых сил исп. Presidente del Gobierno Revolucionario de la Fuerza Armada |        |

## От «Эпохи терроризма» к «Деловой республике» (после 1980)
После победы на выборах 1980 года Фернандо Белаунде Терри 28 июля 1980 года повторно стал президентом страны, после чего до настоящего времени смена власти в Перу происходила в основном в конституционном порядке (в случаях отставки или импичмента президента полномочия передавались согласно установленной конституцией линии преемственности поста). Исключением стали автопереворот, совершённый президентом Альберто Фухимори 5 апреля 1992 года при поддержке Вооружённых сил, посредством которого он распустил обе палаты Конгресса, после чего созвал Демократический учредительный конгресс (избранный 22 ноября 1992 года), обнародовавший 29 декабря 1993 года действующую поныне конституцию (вступившую в силу 1 января 1994 года). 9 января 1993 года начавший работу Демократический учредительный конгресс подтвердил полномочия Фухимори, после чего он ещё дважды побеждал на выборах, однако 21 ноября 2000 года на фоне обвинений в коррупции бежал в Японию, откуда направил заявление об отставке. Также конституционный порядок был нарушен в период с 15 ноября 2020 года до 17 ноября 2020 года, когда одновременно с отставкой Мануэля Артуро Мерино де Ламы, вступившего ранее на пост при отсутствии первого и второго вице-президентов как президент Конгресса, подали в отставку три вице-президента Конгресса, что прервало конституционную линию преемственности поста президента. После избрания 16 ноября новым спикером парламента Франсиско Сагасти линия преемственности была восстановлена, на следующий день он смог принести президентскую присягу.
Несмотря на общую демократизацию перуанского общества, период с 1980 по 2000 годы принято называть «Эпохой терроризма», что связано с деятельностью основанной в 1970 году Абимаэлем Гусманом маоистской организации «Коммунистическая партия Перу — Сияющий путь» (исп. Partido Comunista del Perú — Sendero Luminoso), перешедшей к вооружённой партизанской борьбе 17 мая 1980 года и прекратившей её в основном в 2000 году.
Курсивом и серым цветом выделены даты начала и окончания полномочий лица, призванного заместить главу государства, но отказавшегося с целью предотвращения конституционного кризиса.
|                                                            | Портрет       | Имя (годы жизни) | Полномочия       | Полномочия                                                                          | Партия                                          | Выборы | Должность                                                                           | Пр.                           |
| Начало                                                     | Портрет       | Имя (годы жизни) | Окончание        |                                                                                     | Партия                                          | Выборы | Должность                                                                           | Пр.                           |
| ---------------------------------------------------------- | ------------- | --- | ---------------- | ----------------------------------------------------------------------------------- | ----------------------------------------------- | --- | ----------------------------------------------------------------------------------- | ----------------------------- |
| 38 (II)                                                    |               | Фернандо Исаак Серхио Марсело Маркос Белаунде Терри (1912—2002) исп. Fernando Isaac Sergio Marcelo Marcos Belaúnde Terry | 28 июля 1980     | 28 июля 1985                                                                        | Народное действие                               | 1980 | конституционный президент республики исп. Presidente constitucional de la República | [ 71 ]                        |
| 39 (I)                                                     |               | Алан Габриэль Лудвиг Гарсия Перес (1949—2019) исп. Alan Gabriel Ludwig García Pérez                                      | 28 июля 1985     | 28 июля 1990                                                                        | Перуанская партия Априста (АПРА)                | 1985 | конституционный президент республики исп. Presidente constitucional de la República | [ 87 ]                        |
| 40 (I)                                                     |               | Альберто Кэнъя Фухимори (1938—2024) исп. Alberto Ken'ya Fujimori яп. アルベルト・ケンヤ・フジモリ                        | 28 июля 1990     | 5 апреля 1992                                                                       | Cambio 90 («Перемены 90»)                       | 1990 | конституционный президент республики исп. Presidente constitucional de la República | [ 84 ]                        |
| —                                                          | 5 апреля 1992 | Альберто Кэнъя Фухимори (1938—2024) исп. Alberto Ken'ya Fujimori яп. アルベルト・ケンヤ・フジモリ                        | 9 января 1993    |                                                                                     | Cambio 90 («Перемены 90»)                       | президент чрезвычайного правительства национальной реконструкции исп. Presidente del Gobierno de Emergencia y Reconstrucción Nacional |                                                                                     | [ 84 ]                        |
| 40 (I—III)                                                 | 9 января 1993 | Альберто Кэнъя Фухимори (1938—2024) исп. Alberto Ken'ya Fujimori яп. アルベルト・ケンヤ・フジモリ                        | 28 июля 1995     | конституционный президент республики исп. Presidente constitucional de la República | Cambio 90 («Перемены 90»)                       | |                                                                                     | [ 84 ]                        |
| 40 (I—III)                                                 | 28 июля 1995  | Альберто Кэнъя Фухимори (1938—2024) исп. Alberto Ken'ya Fujimori яп. アルベルト・ケンヤ・フジモリ                        | 28 июля 2000     | конституционный президент республики исп. Presidente constitucional de la República | Cambio 90 / Новое большинство                   | 1995 |                                                                                     | [ 84 ]                        |
|                                                            | 28 июля 2000  | Альберто Кэнъя Фухимори (1938—2024) исп. Alberto Ken'ya Fujimori яп. アルベルト・ケンヤ・フジモリ                        | 21 ноября 2000   | конституционный президент республики исп. Presidente constitucional de la República | Перу 2000                                       | 2000 |                                                                                     | [ 84 ]                        |
| 41                                                         |               | Валентин Деметрио Паньягуа Корасао (1936—2006) исп. Valentín Demetrio Paniagua Corazao                                   | 22 ноября 2000   | конституционный президент республики исп. Presidente constitucional de la República | 28 июля 2001                                    | Народное действие | [ комм. 171 ]                                                                       | [ 88 ]                        |
| 42                                                         |               | Алехандро Селестино Толедо Манрике (1946—) исп. Alejandro Celestino Toledo Manrique                                      | 28 июля 2001     | конституционный президент республики исп. Presidente constitucional de la República | 28 июля 2006                                    | Perú Posible («Возможное Перу») | 2001                                                                                | [ 89 ]                        |
| 39 (II)                                                    |               | Алан Габриэль Лудвиг Гарсия Перес (1949—2019) исп. Alan Gabriel Ludwig García Pérez                                      | 28 июля 2006     | конституционный президент республики исп. Presidente constitucional de la República | 28 июля 2011                                    | Перуанская партия Априста (АПРА) | 2006                                                                                | [ 87 ]                        |
| 43                                                         |               | Ольянта Мойсес Умала Тассо (1962—) исп. Ollanta Moisés Humala Tasso                                                      | 28 июля 2011     | конституционный президент республики исп. Presidente constitucional de la República | 28 июля 2016                                    | Перуанская националистическая партия в составе коалиции «Gana Perú» («Желание Перу»)                                                  | 2011                                                                                | [ 90 ]                        |
| 44                                                         |               | Педро Пабло Кучински Годар (1938—) исп. Pedro Pablo Kuczynski Godard                                                     | 28 июля 2016     | конституционный президент республики исп. Presidente constitucional de la República | 23 марта 2018                                   | «Peruanos Por el Kambio» «Перуанцы за перемены»                                                                                       | 2016                                                                                | [ 91 ]                        |
| 45                                                         |               | Мартин Альберто Вискарра Корнехо (1963—) исп. Martín Alberto Vizcarra Cornejo                                            | 23 марта 2018    | конституционный президент республики исп. Presidente constitucional de la República | 9 ноября 2020                                   | «Peruanos Por el Kambio» «Перуанцы за перемены»                                                                                       | [ комм. 176 ]                                                                       | [ 92 ] [ 93 ] [ 94 ]          |
| —                                                          |               | Мерседес Росальба Араос Фернандес (1961—) исп. Mercedes Rosalba Aráoz Fernández                                          | 30 сентября 2019 | конституционный президент республики исп. Presidente constitucional de la República | 1 октября 2019                                  | «Peruanos Por el Kambio» «Перуанцы за перемены»                                                                                       | [ комм. 178 ]                                                                       | [ 95 ] [ 96 ] [ 97 ]          |
| 46                                                         |               | Мануэль Артуро Мерино де Лама (1961—) исп. Manuel Arturo Merino de Lama                                                  | 10 ноября 2020   | конституционный президент республики исп. Presidente constitucional de la República | 15 ноября 2020                                  | Народное действие | [ комм. 171 ]                                                                       | [ 98 ] [ 99 ] [ 100 ] [ 101 ] |
| пост вакантен с 15 ноября 2020 года до 17 ноября 2020 года |               | |                  |                                                                                     |                                                 | |                                                                                     |                               |
| 47                                                         |               | Франсиско Рафаэль Сагасти Очауслер (1944—) исп. Francisco Rafael Sagasti Hochhausler                                     | 17 ноября 2020   | 28 июля 2021                                                                        | Пурпурная партия                                | [ комм. 171 ] | конституционный президент республики исп. Presidente constitucional de la República | [ 85 ] [ 102 ]                |
| 48                                                         |               | Хосе Педро Кастильо Терронес (1969—) исп. José Pedro Castillo Terrones                                                   | 28 июля 2021     | 7 декабря 2022                                                                      | Национальная политическая партия Свободное Перу | 2021 | конституционный президент республики исп. Presidente constitucional de la República | [ 103 ] [ 104 ] [ 105 ]       |
| 49                                                         |               | Дина Эрсилия Болуарте Сегарра (1962—) исп. Dina Ercilia Boluarte Zegarra                                                 | 7 декабря 2022   | действующий                                                                         | Национальная политическая партия Свободное Перу | [ комм. 183 ] | конституционный президент республики исп. Presidente constitucional de la República | [ 105 ] [ 106 ]               |